# Desirée Martín Peraza
Desirée Martín Peraza   (Tenerife, segle XX) és una fotògrafa espanyola. Tot i que és llicenciada en Biologia, s'ha dedicat professionalment al fotoperiodisme, amb certa èmfasi en el reportatge social i el documentalisme.
Ha treballat per al diari El Día i com a fotògrafa en l'Agència Canària de Notícies. A més, fa de freelance per a l'agència de notícies France-Presse.
Entre d'altres, va obtenir el Premi Ortega y Gasset el 2007 en la categoria de periodisme gràfic per la imatge Cayuco en las costas de Tenerife, difosa per l'Agència EFE.